# Aleksej Petrovič Bestužev-Rjumin
Aleksej Petrovič Bestužev-Rjumin (in russo Алексей Петрович Бестужев-Рюмин?; Mosca, 1693 – San Pietroburgo, 1766) è stato un politico russo.

## Biografia
Cancelliere dell'imperatrice Elisabetta, diresse di fatto la politica estera dell'impero russo e mantenne l'alleanza con la monarchia asburgica contro la Prussia.
Nel 1758, a torto, venne accusato di alto tradimento ed esiliato nel suo possedimento di Goretovo, nelle vicinanze di Mosal'sk, cittadina dell'attuale Oblast' di Kaluga. Ritrovato il favore reale con Caterina II nel 1762, non ebbe tuttavia più influenza politica.